# Claviphantes bifurcatus
Claviphantes bifurcatus är en spindelart som först beskrevs av Andrei V. Tanasevitch 1987.  Claviphantes bifurcatus ingår i släktet Claviphantes och familjen täckvävarspindlar.
Artens utbredningsområde är Nepal. Inga underarter finns listade i Catalogue of Life.